# Залив Гёкова

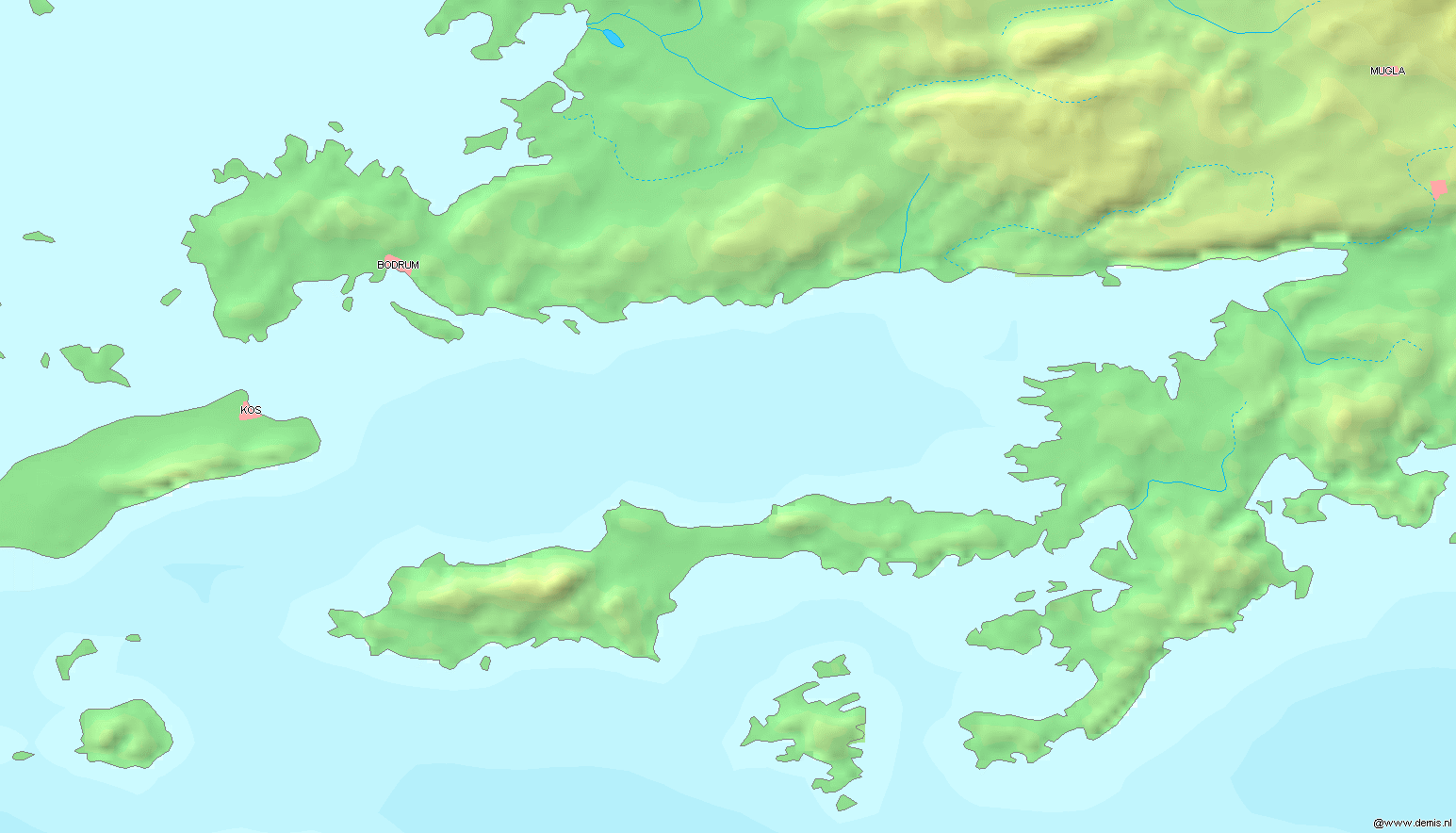

Гёко́ва (тур. Gökova Körfezi, Керме, Kerme Körfezi, греч. Κεραμεικός κόλπος) — залив Эгейского моря в Турции. Главные порты — Бодрум (Турция) и Кос (Греция).

## Достопримечательности

### Пляж Клеопатры
Пляж Клеопатры находится на острове Седир (Сехир), который также называют островом Клеопатры.
Песок пляжа Клеопатры уникален по структуре и напоминает маленькие жемчужины. Песок совершенно не характерен для этой местности, и происхождение его неизвестно.
Местные гиды рассказывают легенду, что 2 тысячи лет назад здесь купалась царица Клеопатра. Марк Антоний подарил остров своей возлюбленной, но ей не понравился песок на пляжах этого острова, и тогда по приказу Марка Антония на галерах был доставлен особый песок из Египта.
Английский профессор Том Годайк (Tom Goedike), исследовав песок, подтвердил, что песок с пляжа Клеопатры типичен для Северной Африки.
Сегодня уникальный песок пляжа Клеопатры считается государственным достоянием Турции и строго охраняется Министерством культуры и туризма. Посетителям пляжа не разрешается входить на пляж в обуви, брать с собой полотенца, курить.

### Бухта Бонджук
Бухта Бонджук в 1990 году получила статус природного заповедника. Бухта Бонджук — второй центр в мире (первым центром являются берега Южной Америки) и единственное на Средиземноморском побережье место выведения потомства песчаных акул. Объявлено «Местом охраны песчаных акул».

## Галерея

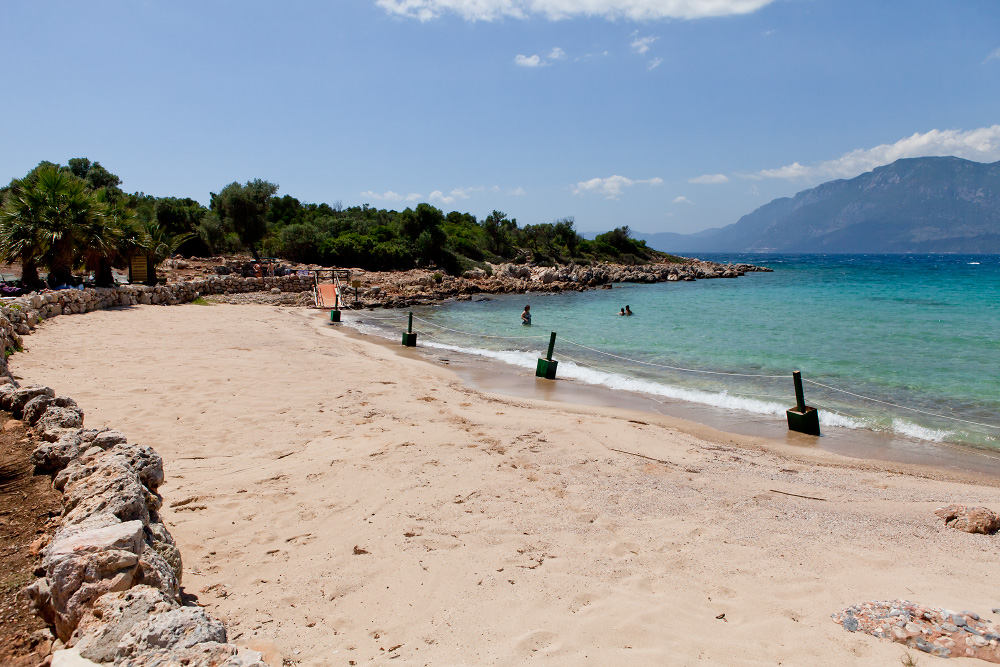
Песок на пляже Клеопатры
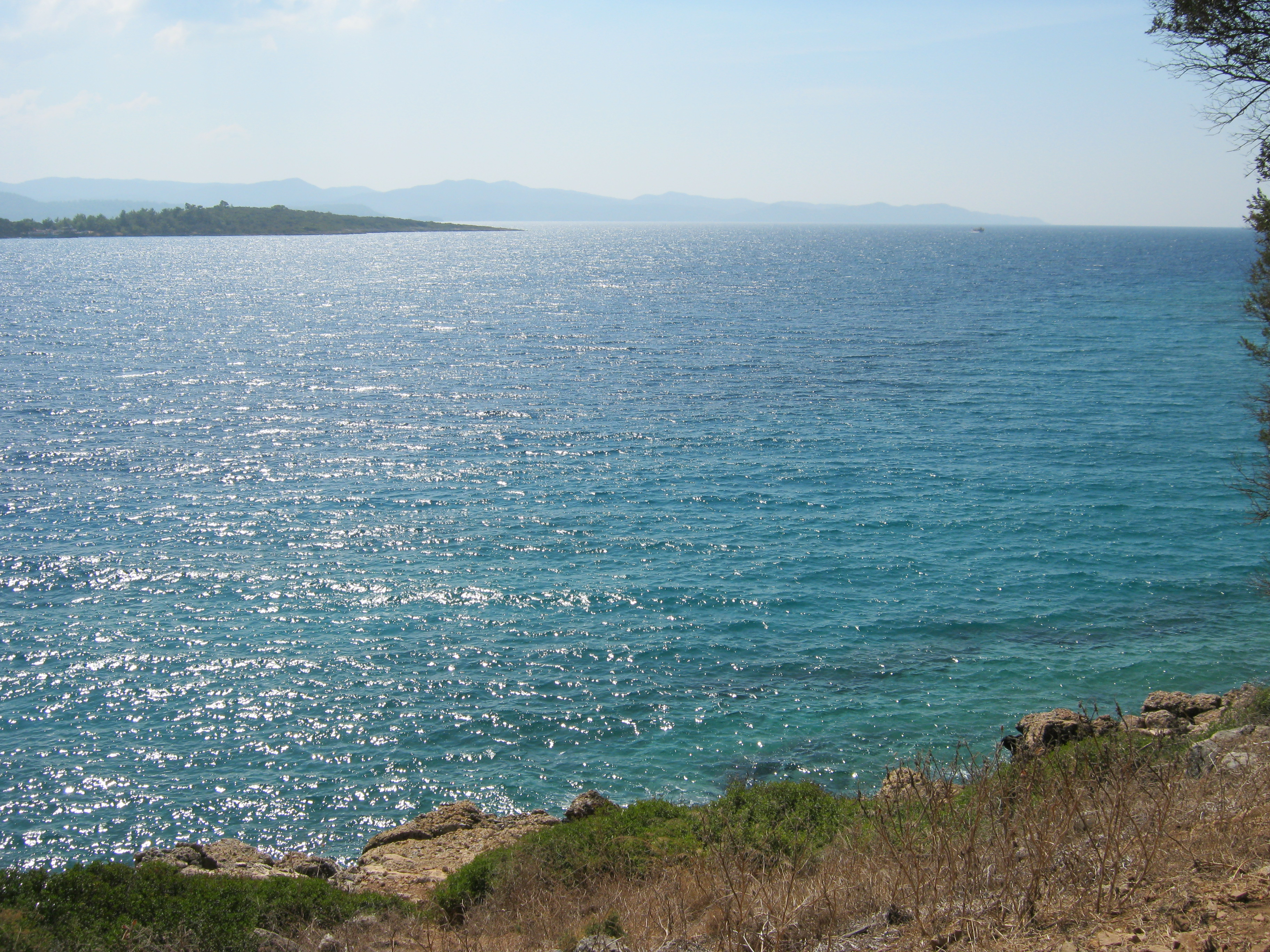
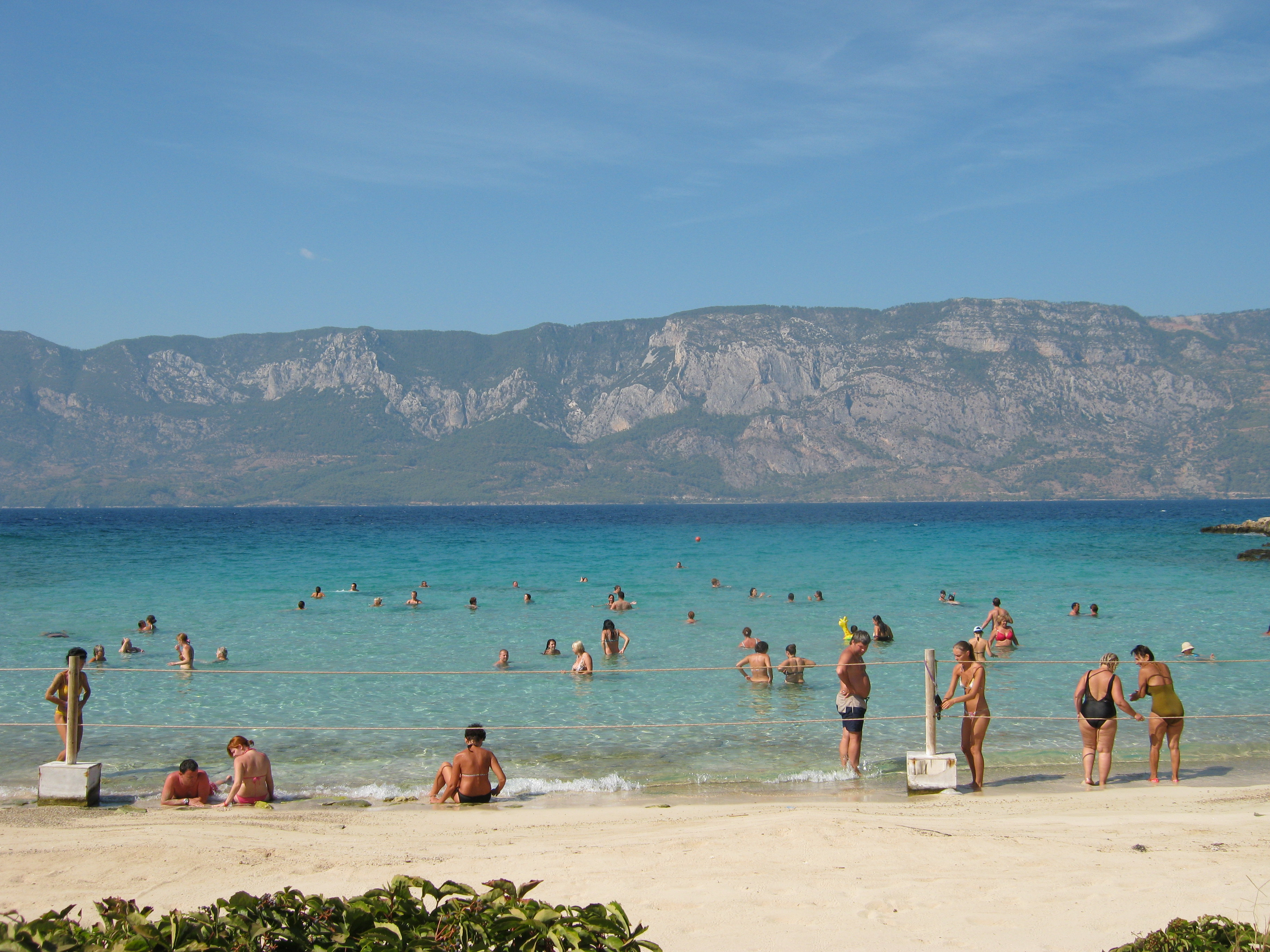
Пляж Клеопатры на острове Седир